# Eberhard Frowein
Eberhard Frowein (ur. 24 maja 1881 w Elberfeld (obecnie Wuppertal), zm. 15 stycznia 1964 w Alt Aussee) – niemiecki reżyser filmowy i scenarzysta. Dyrektor firmy produkcyjnej Comedia-Film. Jako scenarzysta zasłynął pracą nad kontrowersyjnym nazistowskim filmem Oskarżam z 1941 roku. Wyemigrował do Austrii.

## Wybrana filmografia

### Reżyser
- Der Perlenmacher von Madrid (1921)
- Die Ehe (1929)

### Scenarzysta
- Der Dämon des Himalaya (1935)
- Oskarżam (Ich klage an) (1941)